# Meinholdsches Turmhaus
Das Meinholdsche Turmhaus, heute Weingut Friedrich Aust, auf der Weinbergstraße 10 im sächsischen Radebeul/Oberlößnitz ist Teil des heutigen Weinguts Aust auf dem historischen Meinholds Weinberg in der Lage Radebeuler Goldener Wagen innerhalb der Großlage Lößnitz. Das Anwesen liegt im Denkmalschutzgebiet Historische Weinberglandschaft Radebeul, der oberhalb liegende Weinberg gehört zum Landschaftsschutzgebiet Lößnitz.

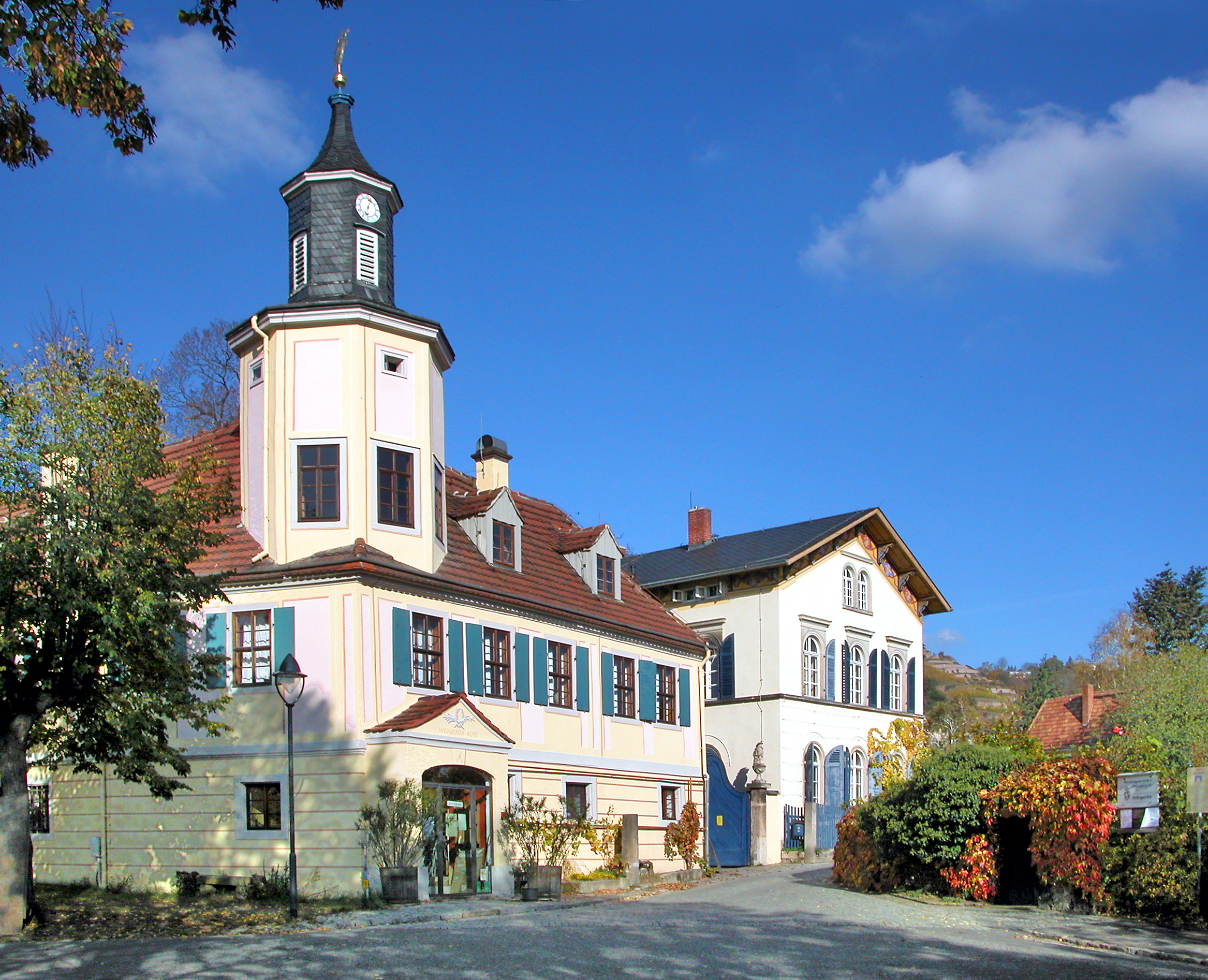
Meinholdsches Turmhaus (mit wieder geöffnetem Eckeingang), re. das Landhaus (2008)

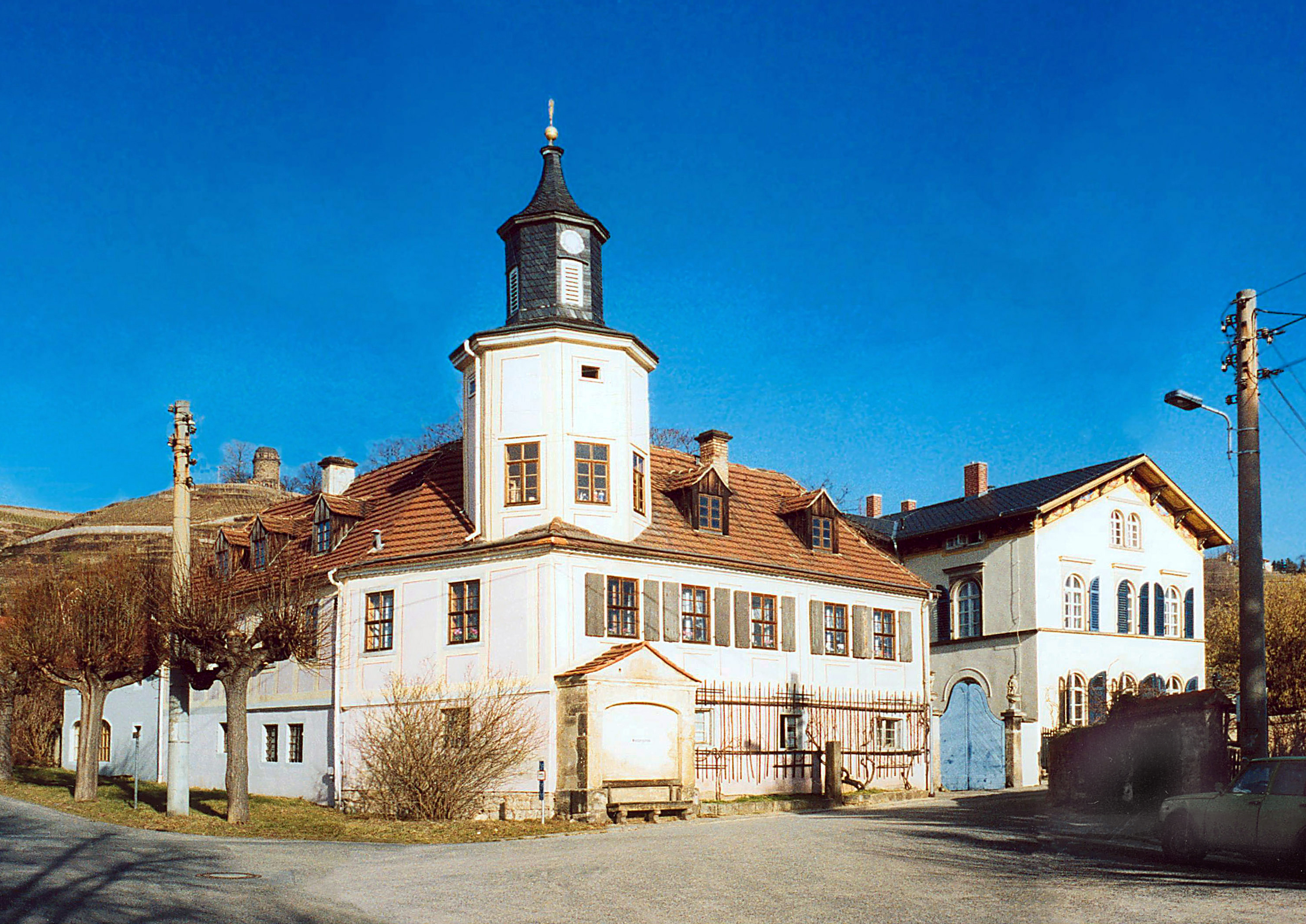
Das Turmhaus 2002 mit vermauertem Eckeingang (Foto von Jörg Blobelt)

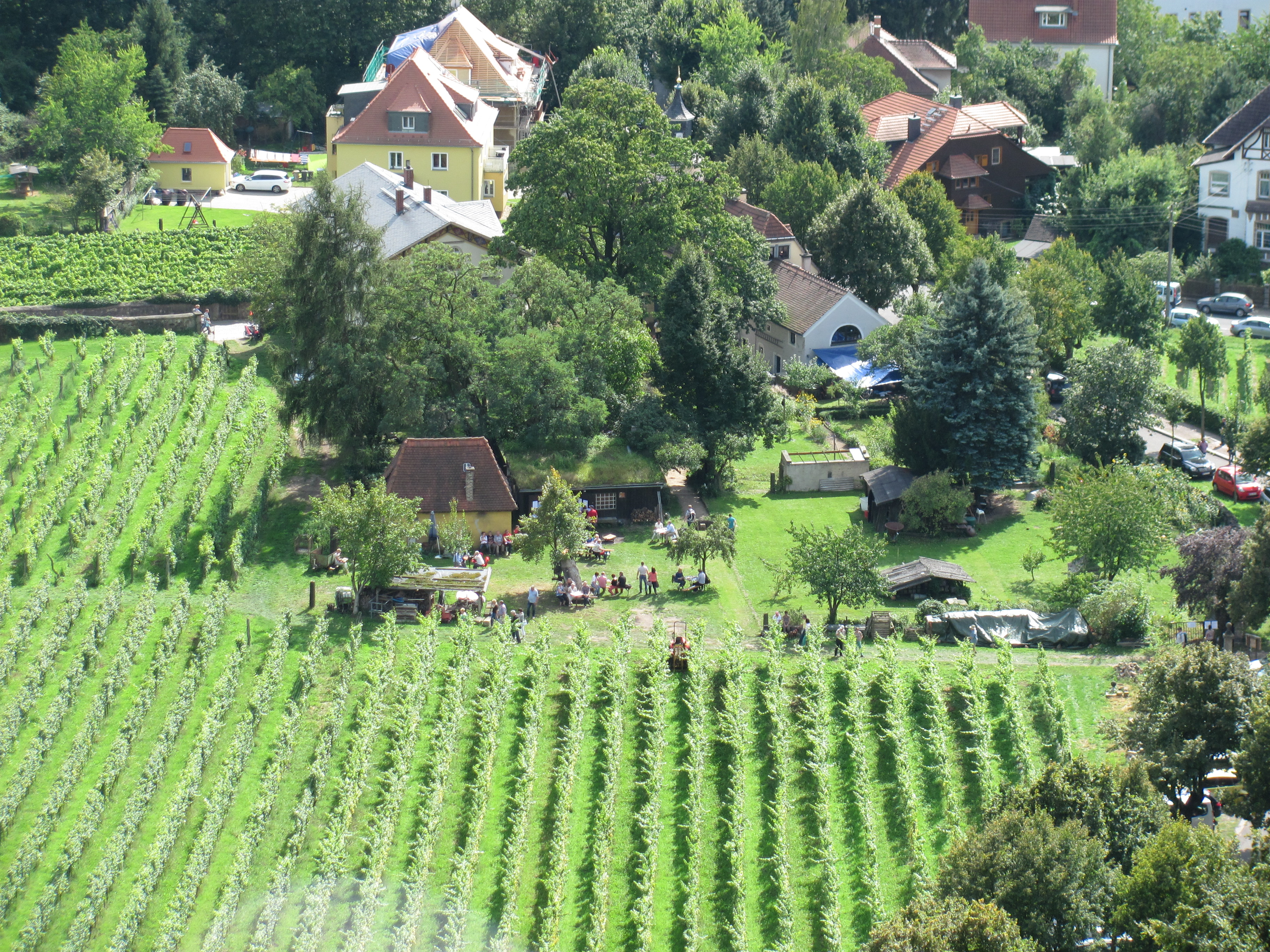
Meinholds Weinberg mit Weingut, vom am Hang gelegenen Eggersweg aus, am Tag des offenen Weinguts 2014

## Beschreibung
Das seit 1936 denkmalgeschützte Weinguts-Ensemble besteht aus dem an der Straßenecke stehenden Turmhaus, dem villenartigen Landhaus im Osten, Nebengebäuden, der Einfriedung sowie dem Weinberg. Das Anwesen wurde bereits von dem Kunsthistoriker Gurlitt 1904 in seiner Fundamentalinventarisation ausführlich dargestellt wie auch in der Dehio-Schnellinventarisation von 1905. Auch zu DDR-Zeiten war das Ensemble denkmalgeschützt.

### Turmhaus
Das eigentliche Turmhaus besteht aus dem ursprünglich rechteckigen Winzerhaus mit Walmdach und Giebelgauben statt der ehemaligen Schleppgauben, sowie dem später nach Norden angesetzten Flügelbau mit Walmdach und dem aufgesetzten Turm. Über Kellergewölben steht ein massives, verputztes Erdgeschoss, das Obergeschoss sowie der Turm sind, ebenfalls verputzte, Fachwerk-Baukörper. Der Putz trägt Illusionsmalerei. Auf der linken Seite der Hauptansicht befindet sich ein vorgesetztes, korbbogiges Portal mit einem Dreiecksgiebel. Der Turm kommt aus dem Dach heraus, er hat einen achteckigen Querschnitt mit einer ebenfalls achteckigen Spitze. Auf der Spitze befindet sich eine Wetterfahne in Form einer Fortuna und mit einem Monogramm. Im Turm selbst befindet sich eine Einzeigeruhr.

Meinholdsches Turmhaus, um 1780 (im Hintergrund das Spitzhaus noch ohne Anbauten), Kupferstich von Adrian Zingg
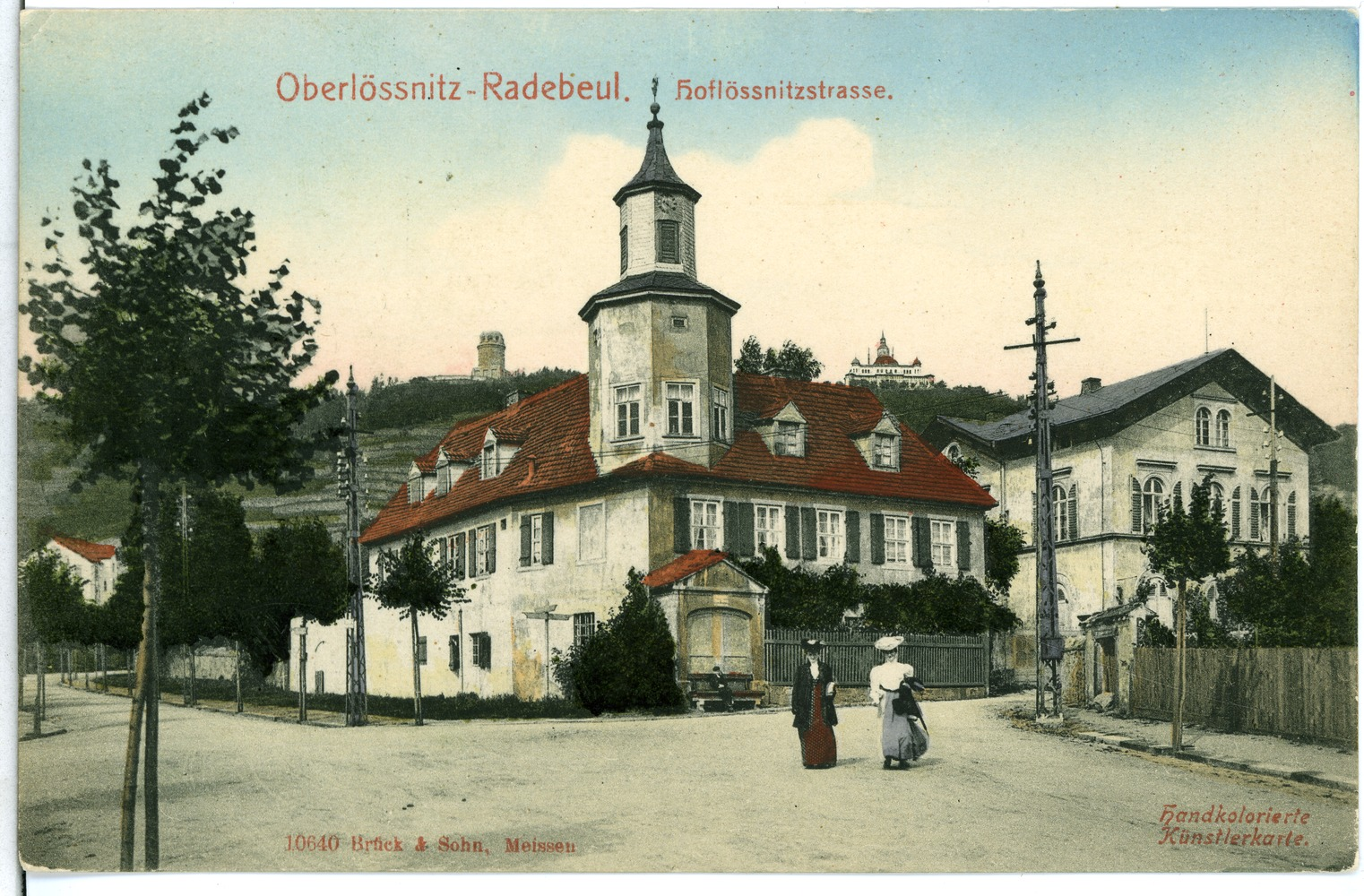
Meinholdsches Turmhaus, 1909, Karte von Brück & Sohn
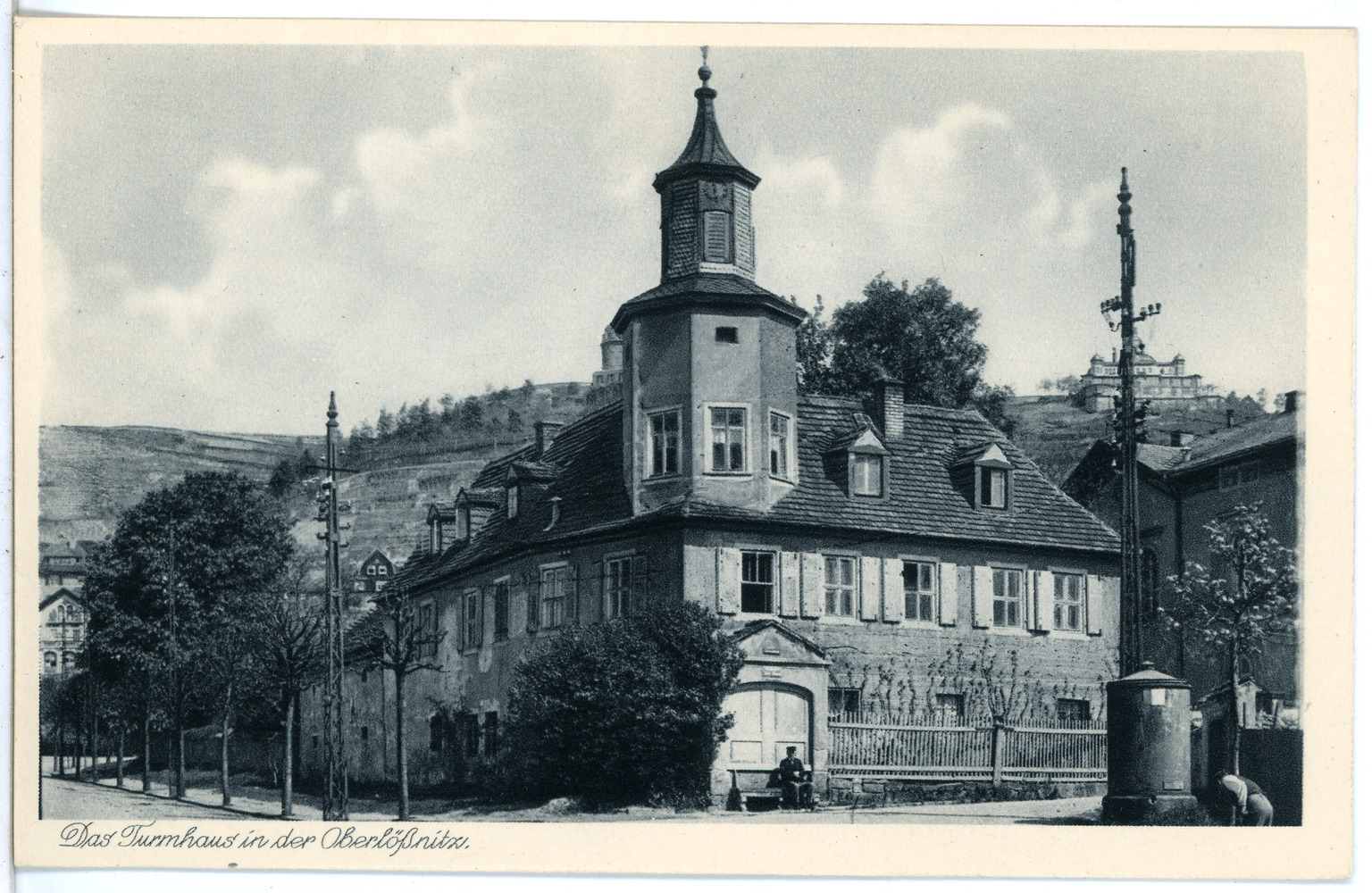
Meinholdsches Turmhaus, 1925, Karte von Brück & Sohn
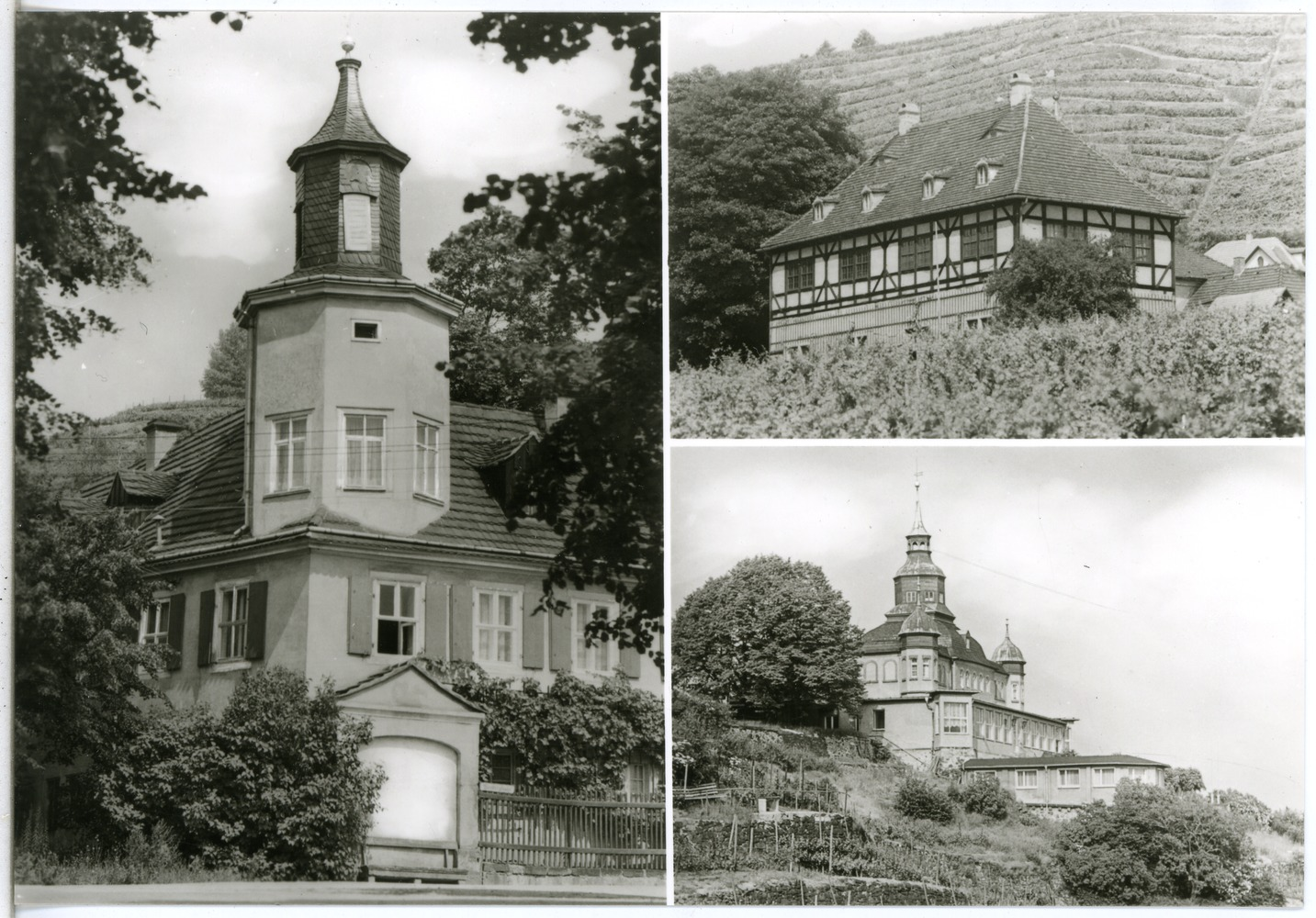
Meinholdsches Turmhaus, 1979, Karte von Brück & Sohn (dazu Hoflößnitz und Spitzhaus)

### Landhaus

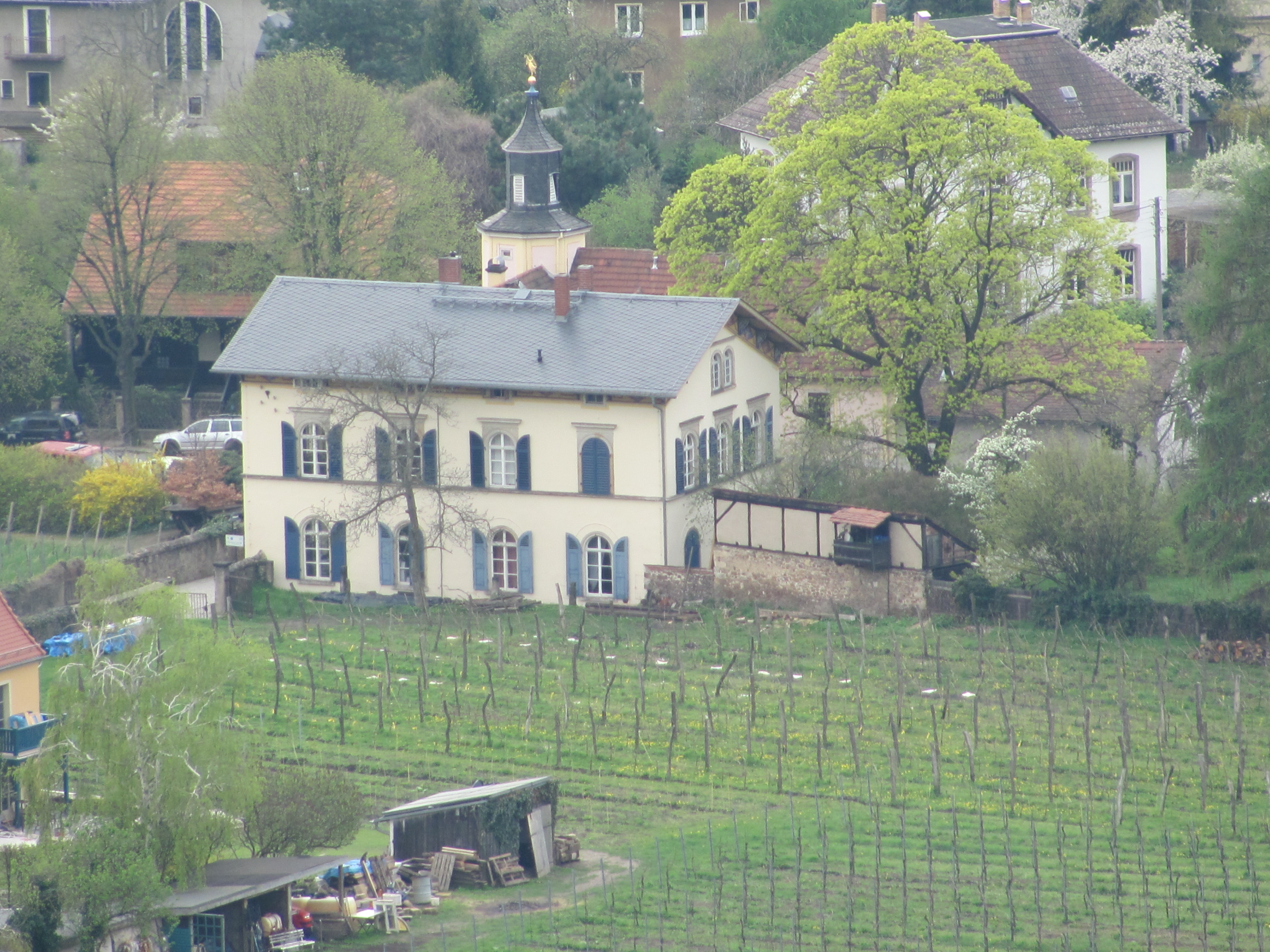
Landhaus, von der Cikkurat aus, 2011

Das sich im Osten anschließende, zweigeschossige Landhaus steht mit der Giebelseite zur Straße. Obenauf befindet sich ein flaches, von geschnitzten Konsolen gestütztes Satteldach mit Sparrengiebeln. Vor der Traufseite im Hof befindet sich ein Mittelrisalit mit einem Dreiecksgiebel. Der Putzbau mit Sandsteingliederungen und Drempelmalerei hat Anklänge an den Schweizerstil.
Auf dem Anwesen sind auch denkmalpflegerische Nebenanlagen aufgeführt.

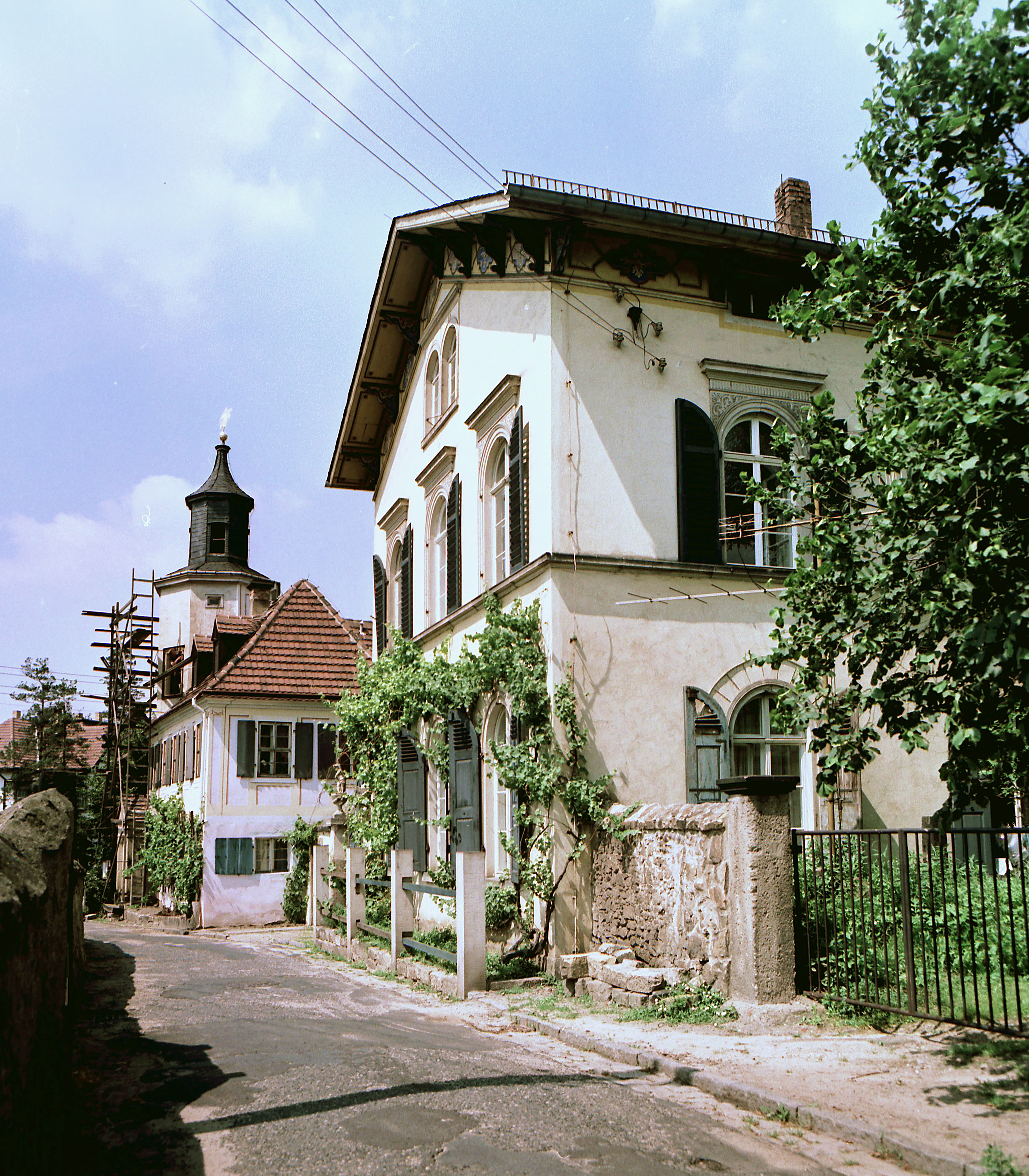
Landhaus, 1987
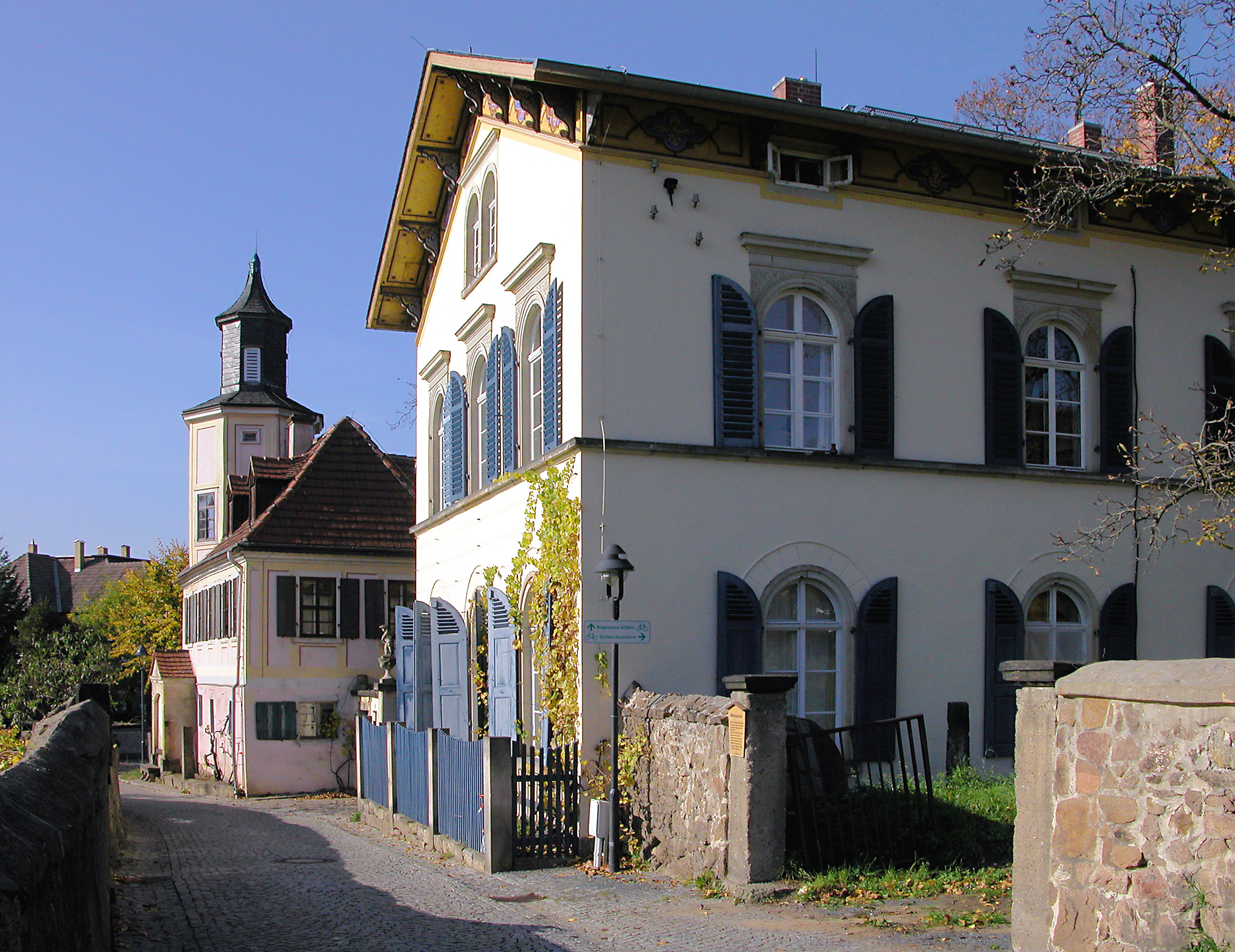
Landhaus, 2005
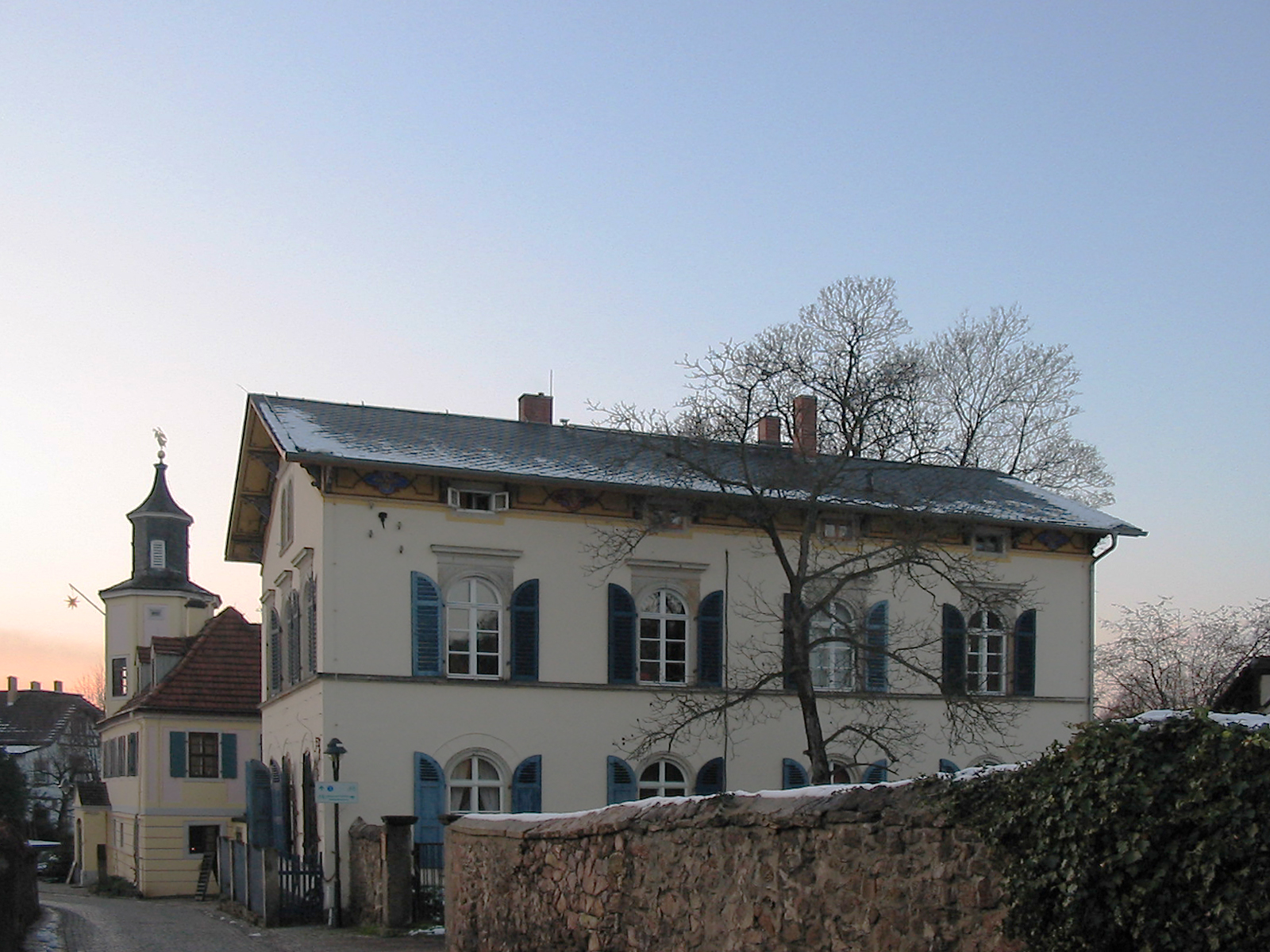
Landhaus im Winter, 2008

## Geschichte

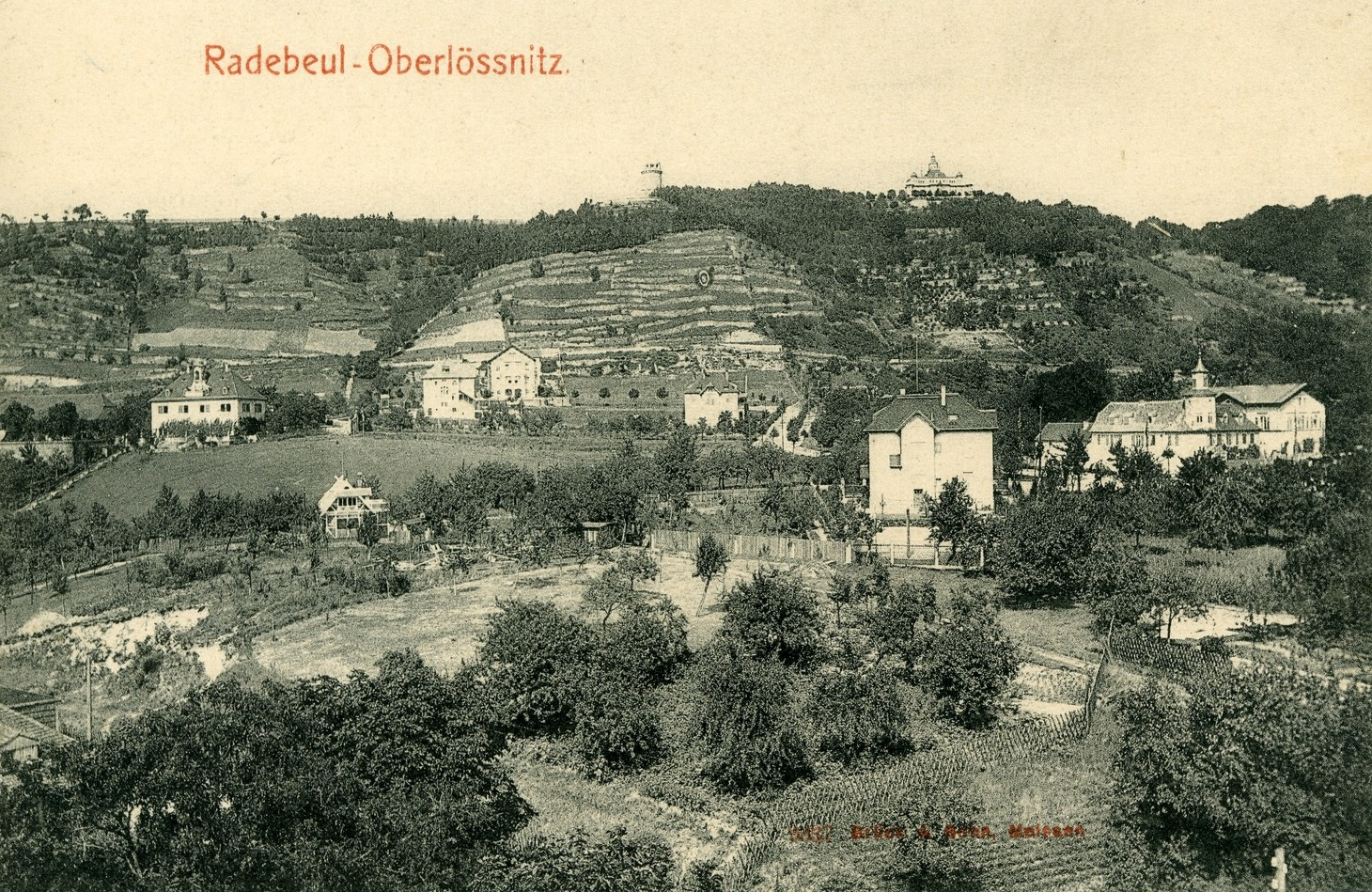
Hoflößnitz (links) und Meinholds Anwesen (rechts) unterhalb Bismarckturm und Spitzhaus, 1907

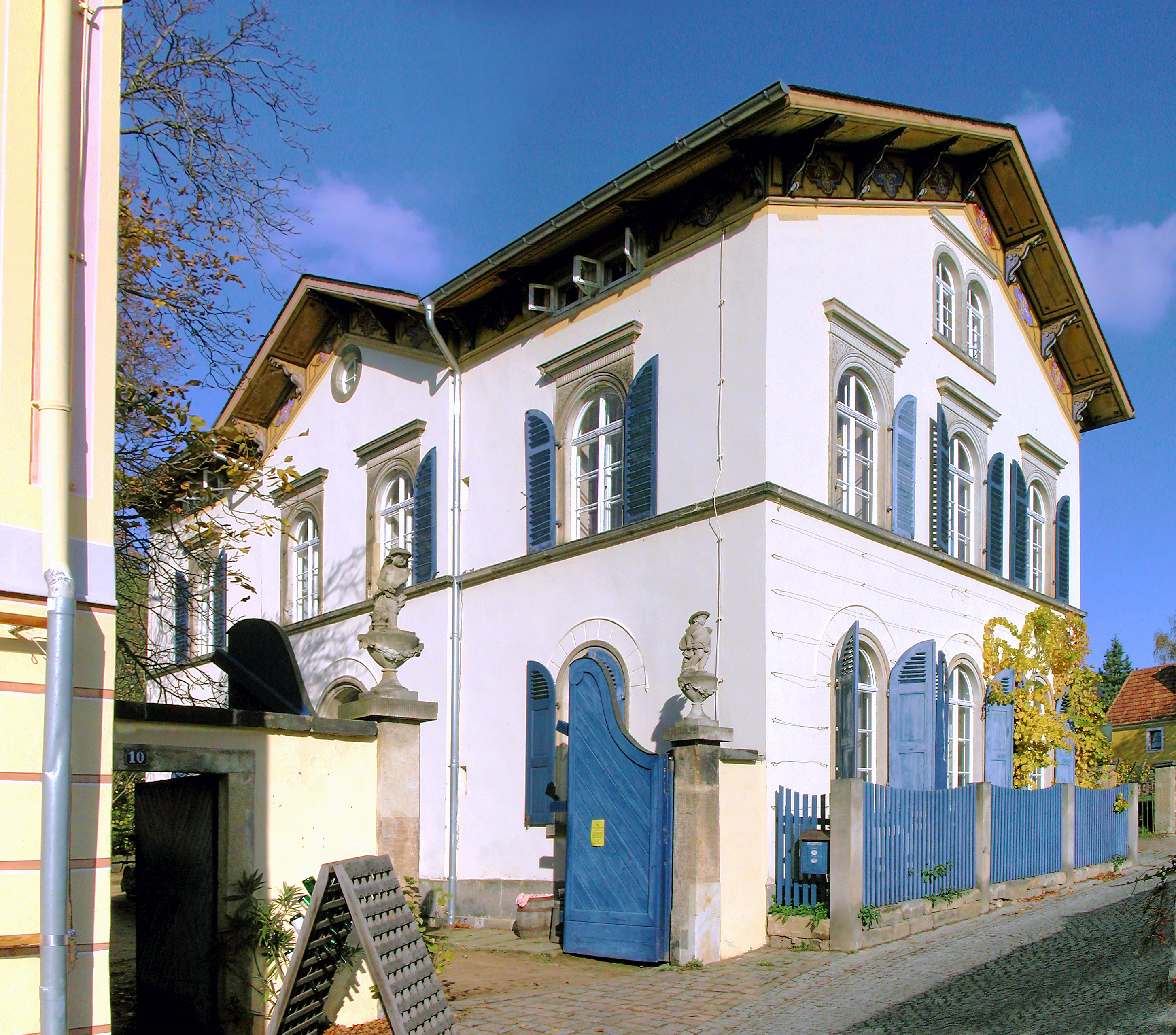
Toreingang mit Figuren des Meinholdschen Weinguts

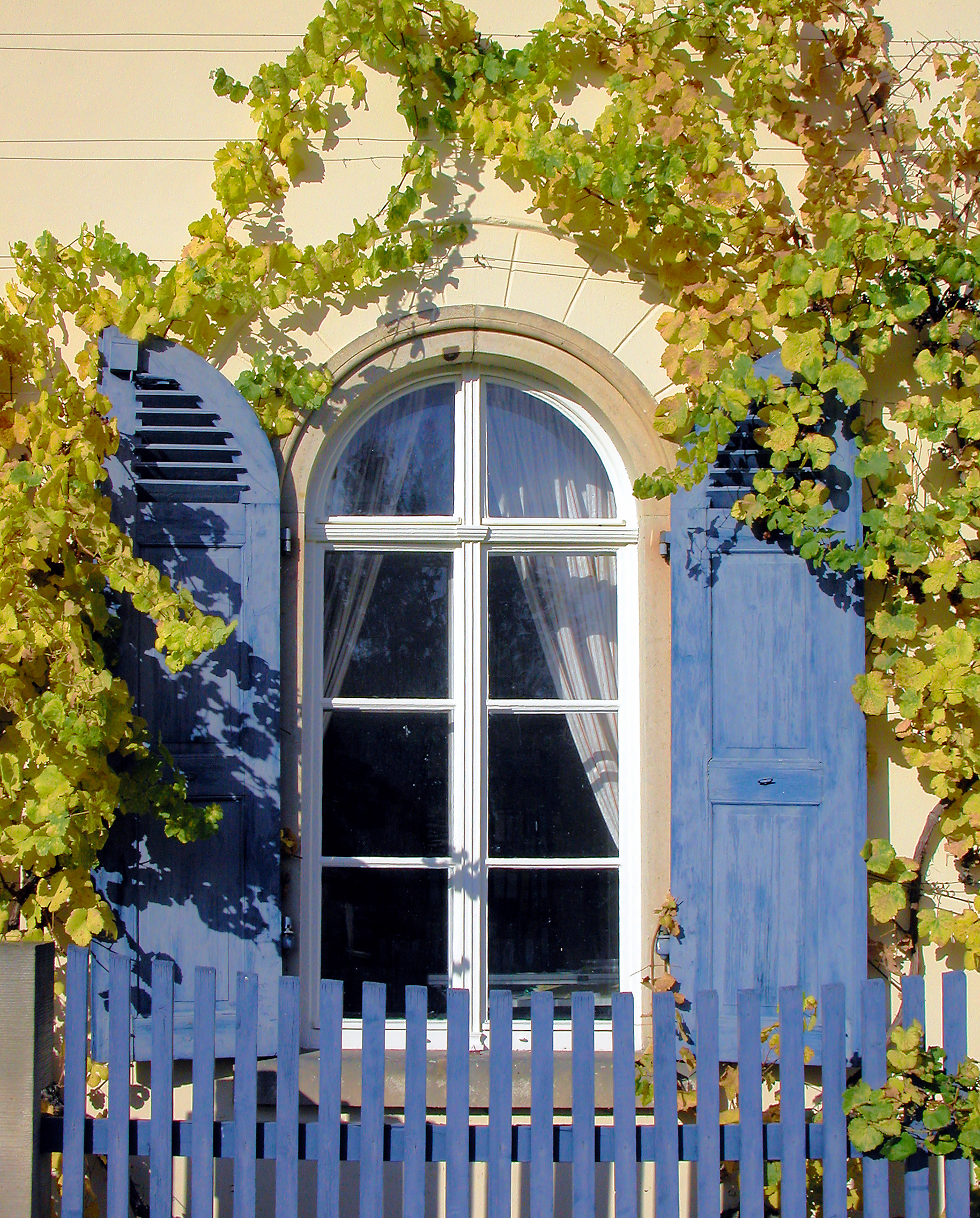
Meinholds Landhaus: weinumranktes Fenster

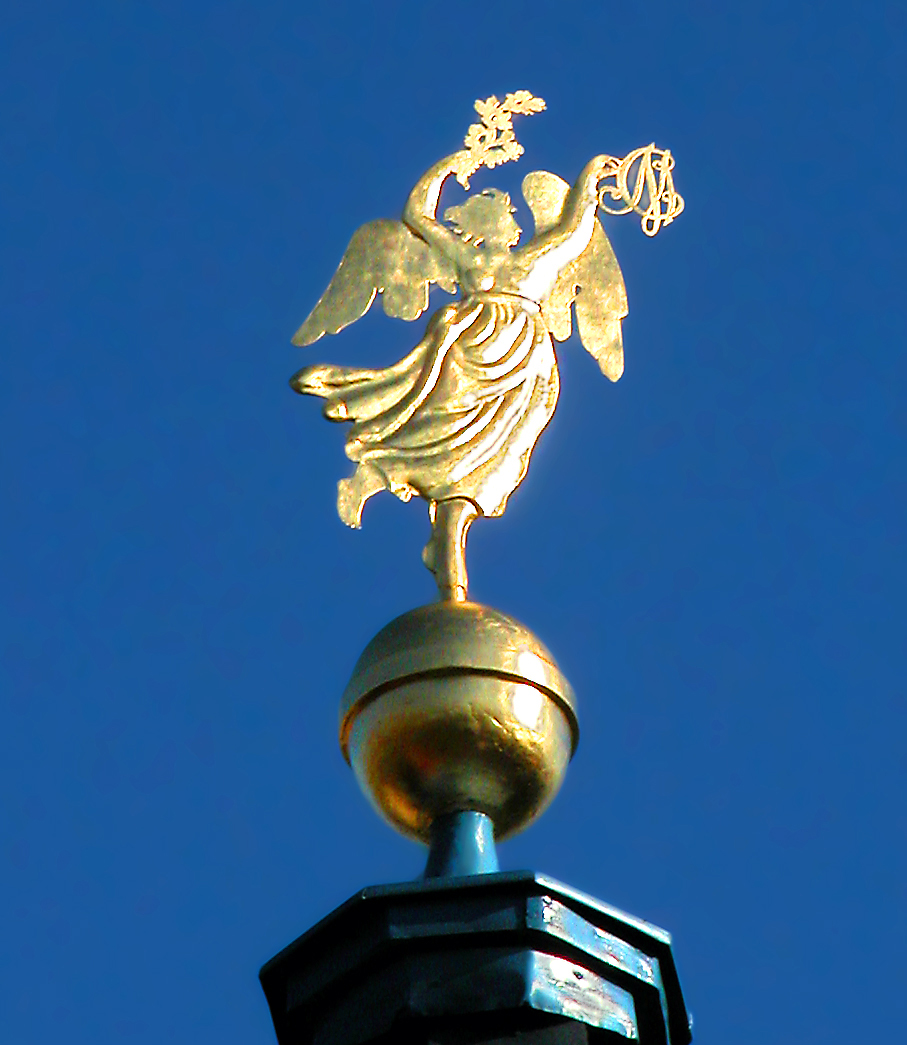
Geflügelte Fortuna mit Weinranke und Meinholds Monogramm

Das Weingut liegt auf dem Anwesen der bereits im 16. Jahrhundert bewirtschafteten, ehemaligen Weckischen Hohenberge, später auch Ossenfeldscher Weinberg genannt. Dort entstand an der damaligen Hausgasse, der heutigen Weinbergstraße, um 1650 ein zweigeschossiges Winzerhaus mit Weinkeller und Pressraum, welches heute den (rechts des Turmes liegenden) Südflügel des Turmhauses entlang der Weinbergstraße bildet. Bei Winzerfesten auf der Hoflößnitz, mit der eine Sichtverbindung besteht, wurden hier Gäste und Pferde einquartiert. Das Gebäude ist auf der Karte von Hans August Nienborg aus dem Jahr 1715 eingezeichnet.
Um 1720 entstand der Nordflügel, der ebenfalls mit einem Weinkeller versehen entlang der heutigen Hoflößnitzstraße angebaut wurde. Auf der Gebäudeecke entstand der achteckige Eckturm, ursprünglich mit einer dreigliedrigen Laterne.
1727 erwarb der Landbauschreiber Johann Joachim Ossenfeld das Gut, der 1750 ein Uhrwerk mit Glocke in den Turm einbaute. Seine Familie verkaufte das Anwesen 1785 an den Dresdner Kaufmann Johann Martin Kühn, welcher es 1792 an den Hofbuchdrucker Carl Christian Meinhold veräußerte, nach dem es heute noch benannt ist. Auf ihn ist das Monogramm „C.M.“ auf der, als Weintraube tragende Fortuna ausgebildeten, Wetterfahne zurückzuführen. Er ließ die Fassade im spätbarocken Zopfstil umgestalten und legte im Grundstück einen Barockgarten an, aus dem später ein parkartiger Garten wurde. Um 1800 errichtete er die Toreinfahrt mit zwei barocken Sandsteinputten, Sommer und Winter.
Auch nach Meinholds Tod 1827 verblieb seine Familie auf dem Gut. Nach Umbauten 1842 musste 1844 nach einem Blitzschlag der Turm zur heutigen Doppellaterne zurückgebaut werden. In der Folgezeit wurde das Südportal zugemauert. Um 1853 errichtete der Gottfried-Semper-Schüler Carl Eduard Johne das östlich den Abschluss des Hofes bildende, villenartige Landhaus im toskanischen Stil, im Inneren ein heute erhaltener Gartensaal mit historischer Ausmalung. Das nördlich anschließende Brunnenhaus war mit der Straken-Wasserleitung verbunden.
Bis zu seinem Tod 1915 gehörte das Anwesen dem Bildhauer August Flockemann, noch 1925 seiner Witwe.
Im Jahr 1936 wurde das Ensemble unter Denkmalschutz gestellt und 1937/38 erfolgte die Wiederaufrebung des Meinholdschen Weinbergs nach der Reblauskatastrophe. Nach einem weiteren Blitzschlag in den Turm im Jahr 1942 erfolgte die erneute Reparatur desselben. Zwischen 1964 und 1968 fanden notwendige Sicherungsmaßnahmen zum Erhalt der Gebäude statt.
Der Zwingerbaumeister Ulrich Aust erwarb 1975 das Anwesen von den letzten Nachfahren Meinholds und sanierte es in den 1980er Jahren umfassend, dabei entstand auch die heutige illusionistische Fassadengliederung. Seit den 1990er Jahren, nach Ulrich Austs Tod, betreibt einer seiner Söhne dort ein Haupterwerbs-Weingut, das Weingut Karl Friedrich Aust, das in Radebeul etwa 4,5 Hektar Rebfläche bewirtschaftet, davon 80 % Weißwein. Das ehemals zugemauerte Südportal auf der Ecke wurde wieder geöffnet, und dahinter befindet sich im Erdgeschoss des Turmhauses die Weinstube. In den Sandsteingewölbekellern lagern in Barriquefässern und Stahltanks die Weine des Anwesens. Mit einer Durchschnittsertragsmenge von 30–40 hl/ha produziert er Weine aus den Rebsorten Weißburgunder, Grauburgunder, Müller-Thurgau, Riesling, Kerner, Bacchus, Traminer und Spätburgunder.
Die Bauherrschaft des denkmalgeschützten Meinholdschen Turmhauses, die Familie Aust, erhielt 2007 den Radebeuler Bauherrenpreis in der Kategorie Denkmalpflegerische Instandsetzung. Das Turmhaus ist eines von fünf Gebäuden in Radebeul, das durch die Deutsche Stiftung Denkmalschutz eine direkte Förderung erhielt (Stand 2016: Haus Fliegenwedel, Mohrenhaus, Meinholdsches Turmhaus, Haus Lorenz, Kulturbahnhof Radebeul Ost).